# Валгатара (Верона)
Валгатара је насеље у Италији у округу Верона, региону Венето.
Према процени из 2011. у насељу је живело 1186 становника. Насеље се налази на надморској висини од 185 м.